# Bengt Asplund
Bengt Asplund (* 30. März 1957 in Säffle) ist ein ehemaliger schwedischer Radrennfahrer und nationaler Meister im Radsport.

## Sportliche Laufbahn
Asplund war Teilnehmer der Olympischen Sommerspiele 1980 in Moskau und der Olympischen Sommerspiele 1984 in Los Angeles.
In Moskau startete er im Mannschaftszeitfahren und belegte gemeinsam mit Anders Adamsson, Mats Gustafsson und Håkan Karlsson den 12. Rang. Im Mannschaftszeitfahren der Spiele 1984 belegte der schwedische Vierer mit Magnus Knutsson, Bengt Asplund, Per Christiansson und Håkan Larsson den 5. Platz.
1978 gewann er die nationale Meisterschaft im Einzelzeitfahren. In der Saison 1979 war er am Start der Internationalen Friedensfahrt und schied im Rennen aus. 1980 gewann er drei nationale Titel. Er war erneut im Einzelzeitfahren erfolgreich, gewann das Straßenrennen und mit Anders Adamsson und Mats Larsson das Mannschaftszeitfahren. Dazu kam ein Etappensieg im britischen Milk Race. 1981, 1982 und 1984 konnte er den Zeitfahrtitel verteidigen. Im Mannschaftszeitfahren wurde er in den Jahren 1981 und 1982 erneut Meister. Im französischen Etappenrennen Ruban Granitier Breton gewann er 1981 eine Etappe.
1983 gewann er mit Håkan Larsson, Magnus Knutsson und Mats Andersson die Goldmedaille im Mannschaftszeitfahren bei den Meisterschaften der Nordischen Länder. Das Östgötaloppet gewann er 1982. Mit dem Skandisloppet siegte er in einem der traditionsreichsten Eintagesrennen in Schweden.